# Mitcy Larue

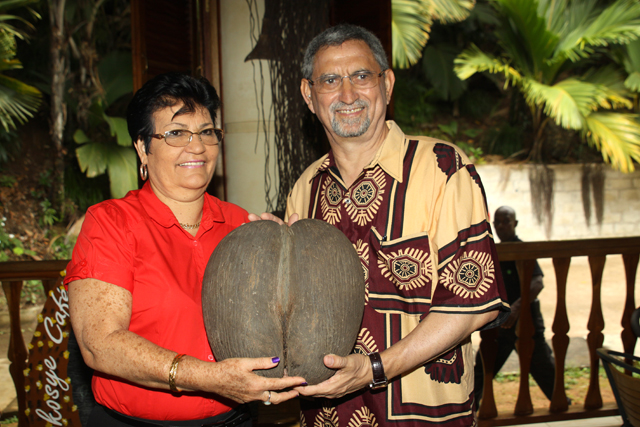
Larue schenkt Jorge Carlos Fonseca eine Nuss der Seychellenpalme (2014).

Mitcy Larue ist eine Politikerin in den Seychellen.

## Leben
Larue ist Lehrerin. Sie ist Mitglied der Seychelles People’s Progressive Front und wurde 1993 erstmals in die Nationalversammlung gewählt. Sie war Familienministerin von 2018 bis 2020.